# Terry Gregson
Terry Gregson, kanadski hokejski sodnik, * 7. november 1953, Erin, Ontario, Kanada. 
Gregsonova sodniška kariera v ligi NHL se je začela v sezoni 1981/82 in končala v sezoni 2003/04. Od sredine 80. let pa do upokojitve je nosil hokejsko čelado. Od sezone 1994/95 do konca aktivne sodniške kariere je nosil uniformo s številko 4, ki jo trenutno nosi Wes McCauley. V svoji karieri je sodil 8 finalnih tekem Stanleyjevega pokala in eno tekmo zvezd. 
Gregson je bil leta 1994 sodnik na tekmi, ko so New York Rangersi osvojili svoj prvi Stanleyjev pokal po 54 letih in s tem prekinili urok iz leta 1940. To je bil tudi vrhunec njegove sodniške kariere. 
Gregson je bil direktor sojenja lige NHL od leta 2009 do 2013. Funkcijo je prevzel od Stephena Walkoma, ki se je septembra 2009 vrnil na ledene ploskve in se tako ponovno posvetil aktivnemu sojenju. 